# Institut mémoires de l’édition contemporaine

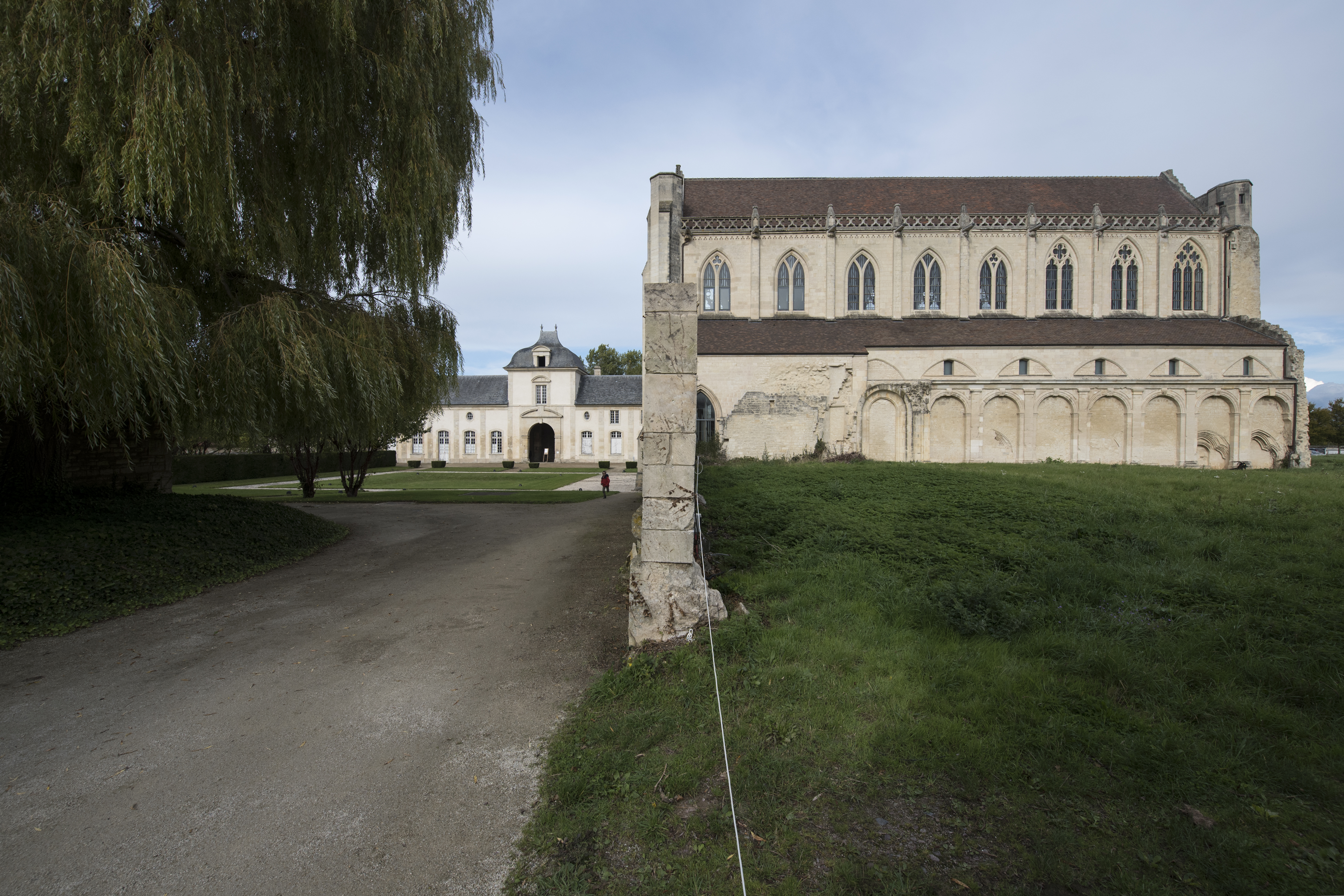
Abbaye d’Ardenne, 2017

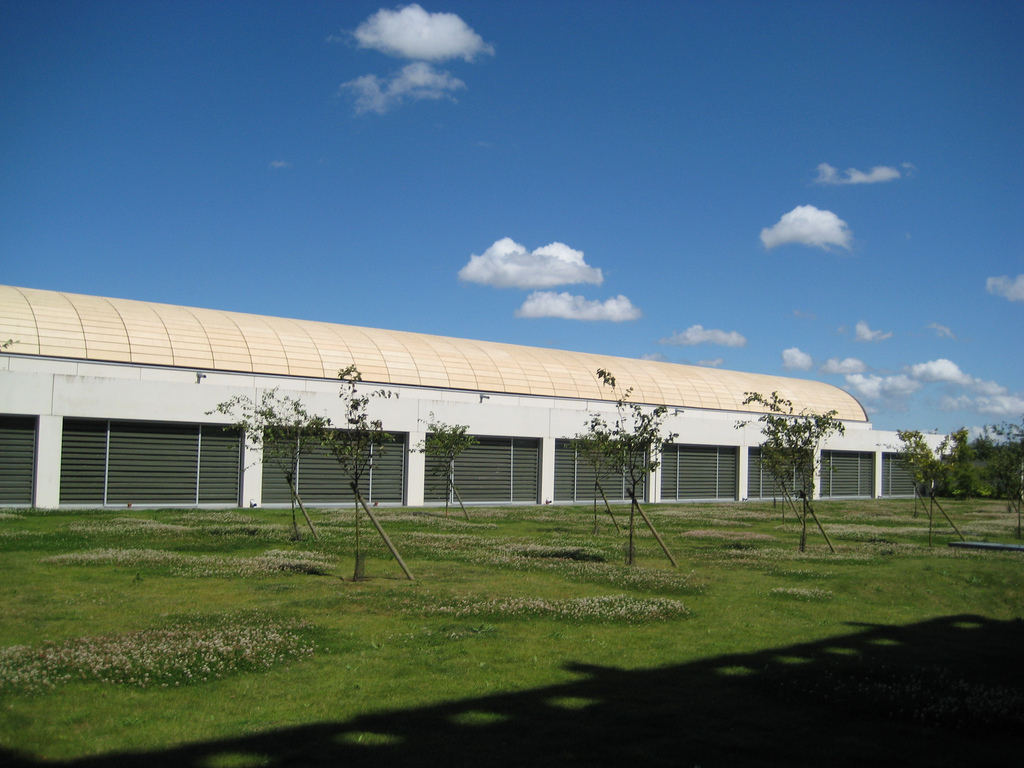
Archiv-Anbau, 2008

Das Institut Mémoires de l’édition contemporaine (IMEC) ist ein Archiv, das der Erforschung der Geschichte der französischen Presseerzeugnisse und Literatur des 20. und 21. Jahrhunderts dient. Zu diesem Zweck sammelt, konserviert und wertet es Autoren-, Buchverlags- und Zeitschriftenarchive aus. Das Archiv ist in vier Kategorien unterteilt:
- Über 350 Nachlässe von französischen Autoren (z. B. Louis Althusser, Roland Barthes, Samuel Beckett, Albert Camus, Georges Devereux, Marguerite Duras, Michel Foucault, Jean Genet, Alain Robbe-Grillet, André Pieyre de Mandiargues,  Georges Schehadé und Antoine Vitez);
- Verlagsarchive von Herausgebern;
- Archive von Zeitungen und Zeitschriften und solche von Vereinen oder Institutionen

Das IMEC wurde aufgrund privater Initiative 1988 gegründet und 1989 offiziell in Paris eröffnet. Wegen Platzproblemen zog es 2004 in die Abbaye d’Ardenne, ein ehemaliges Kloster in der Nähe von Caen, das für die Zwecke des IMEC umfassend restauriert wurde.

## Präsidenten
- 1989–1995: Claude Durand
- 1995–2008: Christian Bourgois
- 2008–2013: Jack Lang
- seit 2013: Pierre Leroy